# 캠린 그라임스

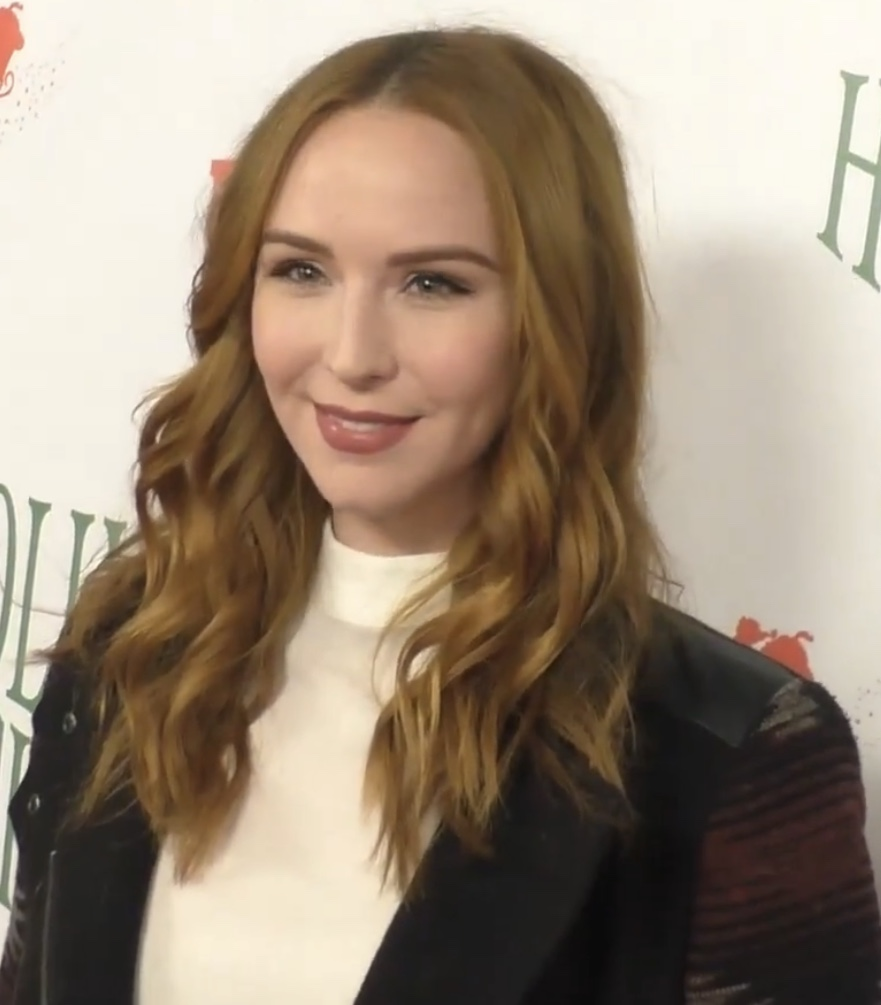

캐머런 그라임스(영어: Camryn Grimes, 영어 발음: /ˈkæmərən/, 1990년 1월 7일 ~ )는 미국의 배우이다. 이름 Camryn은 Cameron의 다른 표기이다. 배우 스콧 그라임스의 조카이다.
밴나이즈에서 태어났다.

## 출연 작품

### 영화
- 스워드피쉬 (2001) - 홀리 좁슨 역
- 매직 마이크 (2012) - 생일 주인공 역

### 텔레비전
- 더 영 앤 더 레스트리스 (1997-2007, 2009-10, 2013-현재)